# Shanghan Lun
 (décembre 2015).
Rédigé au début du IIIe siècle par Zhang Zhongjing (25 – 220), le Shanghan Lun (chinois traditionnel : 傷寒論 ; chinois simplifié : 伤寒论 ; pinyin : shānghán lùn ; litt. « Traité des attaques du froid » fait partie des quatre classiques fondamentaux de la médecine chinoise (Neijing, Shanghan Lun, Jinggui yaolüe et Shennong bencao jing). Il est considéré comme la première grande référence en matière de médecine clinique. De tous les ouvrages de médecine chinoise, il est celui qui a fait l’objet des commentaires les plus nombreux. Il est encore aujourd’hui le texte le plus soumis aux travaux de recherches partout dans le monde, notamment au Japon, aux États-Unis, en Australie, à Singapour, en Russie, en France et en Suisse.
Le Shanghan lun (傷寒論) faisait originellement partie (comme le Jingui yaolüe) d’un ouvrage source perdu peu après sa rédaction vers 200, le Shanghan zabing lun (傷寒雜病論) [Traité des attaques du Froid et de diverses maladies]. Il a posé les bases de la manière dont la Médecine chinoise a évolué jusqu’à nos jours.

## Conception et histoire de l'ouvrage
Zhang Ji (張機), plus connu sous le nom de Zhang Zhongjing (張仲景), serait né entre 142 et 152 à Nieyang (aujourd’hui Nanyang), dans la province du Henan. On ne connaît que peu de d’éléments de sa vie, Seuls des récits au caractère hagiographique, le décrivant comme l’archétype du médecin aux capacités extraordinaires de diagnostic et de pronostic, nous ont été transmis au cours des siècles.
Selon la légende, ce serait l’accroissement des épidémies dû aux insurrections paysannes et aux ravages des conflits entre chefs d’armées rivaux, survenus durant cette période de fin de règne qui l’aurait incité à étudier la médecine avec énergie et détermination. D’après l’auto-préface attribuée à Zhang Zhongjing, ce sont ces événements qui l’amenèrent à rédiger, en s’appuyant sur des traités pratiques et des textes plus théoriques, comme le Neijing ou le Nanjing, le Shanghan zabing lun [Traité des attaques du Froid et de diverses maladies].
Ne parvenant pas à traverser, sans dommage, les perturbations de la période des Trois Royaumes (220-265), le Shanghan zabing lun disparaît sous sa forme initiale, peu de temps après la mort de Zhang Zhongjing. Néanmoins, grâce à des fragments du texte retrouvés, moins d’un demi-siècle plus tard par Wang Shuhe (210-285), un fonctionnaire de l’Académie impériale de médecine, une version a pu parvenir jusqu’à nous. Après avoir collectée et réorganisée la partie dont il disposait en fonction de sa compréhension, il donna naissance à la première version connue sous le titre de Shanghan Lun. Cependant, faute d’avoir été publiées officiellement, seules des copies circulèrent de main en main pendant les siècles qui suivirent, et il faudra attendre le VIIe siècle avant de retrouver des références au Shanghan Lun dans les neuvième et dixième rouleaux du Beiji qianjin yaofang (備急千金要方) [Prescriptions essentielles d’urgence valant mille onces d’or] rédigé par Sun Simiao. Mais ce n’est qu’après avoir récupéré d’autres éléments complémentaires à la fin de sa vie que Sun Simiao rédigera, dans les neuvième et dixième rouleaux de son autre ouvrage le Qianjin yifang (千金翼方) [Supplément aux prescriptions valant mille onces d’or], ce qui sera considéré comme la version la plus ancienne du Shanghan Lun que nous connaissons et qui nous soit parvenue aujourd’hui. 
Peu de temps après, une autre compilation des Tang vit le jour, le Waitai miyao (外臺秘要) [Documents classés
d’un fonctionnaire], rédigé en 752 par un officiel, Wang Tao (702 ? -772). Cette compilation, qui contient de nombreux fragments d’œuvres antérieures aujourd’hui disparues, recèle de nombreux passages citant Zhang Zhongjing.
Sous les Song, avec la création du Jiaozheng yishuju (校正醫書局) [bureau des publications médicales révisés] et le développement de l’imprimerie, la reproduction et la diffusion de nombreux textes médicaux comme le Jingui yaolüe fanglun, le Neijing, le Shanghanlun, etc., est favorisé. 
La première édition imprimée, sous la direction de l’érudit Lin Yi, voit le jour sous les Song du Nord en 1065. Cette première édition, principalement fondée sur le texte de Wang Shuhe, est communément nommée le Songban shanghanlun (宋版傷寒論). Cependant, faute d’avoir été conservée, cette version nous est parvenue grâce à l’édition de Zhao Kaimei imprimée en 1599. Il faut mentionner l’existence d’une édition japonaise antérieure à celle des Song qui sera à l’origine de nombreux commentaires japonais. Connue sous le nom de Kangping shanghanlun (康平傷寒論) [Édition de Kangping du traité des attaques du Froid], cette édition restera inconnue des médecins chinois pendant des siècles.

## Les commentateurs duShanghan Lun
L’exégèse qui entoure le Shanghan Lun est extrêmement abondante. On considère qu’il y aurait plus de cinq cents commentateurs de ce texte ; les plus célèbres étant Cheng Wuji, Fang Youzhi, Ke Qin, You Zaijing. Parmi les éditions commentés les plus connues, citons : le Zhujie shanghanlun (注解傷寒論) [Traité des attaques du Froid annoté] publié en 1144 par Cheng Wuji ; le Shanghanlun tiaobian (傷寒論條辨) [Analyse détaillée du Shanghanlun] de Fang Youzhi, édité en 1589 ; le Shanghan laisu ji (傷寒來蘇集) [Compilation pour faire revivre (le Traité) des attaques du Froid], rédigé en 1669, dans lequel son auteur, Ke Qin, réunit les formules par familles, au lieu de suivre linéairement le texte. Mentionnons également le Shanghan guanzhu ji (傷寒貫珠集) [Compilation en enfilage de perles (du traité) des attaques du Froid] publié en 1729 par You Zaijing, organisé selon les méthodes thérapeutiques.

## Analyse du contenu
Le fondement historique du Shanghan Lun et les théories concernant sa structure sont sujets à controverses. L’organisation générale du texte nous provient du remaniement de Wang Shuhe et sa division en six états pathologiques (maladie taiyang, maladie yangming, maladie shaoyang, maladie taiyin, maladie
shaoyin, et maladie jueyin) semble émaner du Suwen. Elle suit la dialectique générale du Yin/Yang à travers trois niveaux de Yang et trois niveaux de Yin avec, pour chacun d’entre eux, une subdivision en de nombreux tableaux cliniques débouchant, généralement, sur une prescription spécifique. L’ensemble du traité contient 398 articles et 113 formules liés à des syndromes spécifiques. En outre, il est important de souligner que, malgré son titre, le « Traité des attaques du Froid » est loin d’être exclusivement consacré aux maladies générées par le Froid externe et que ses tableaux cliniques sont largement utilisés dans le traitement des maladies courantes (pneumologiques, gastroentérologiques, gynécologiques, neurologiques, auto-immunes, psychiatriques, dermatologiques, endocriniennes, etc.), que celle-ci soient aiguës ou chroniques, d’origine externe ou interne.